# Tauno Matomäki
Tauno Antero Matomäki, född 14 april 1937 i Nakkila, är en finländsk industriman. 
Matomäki utexaminerades som diplomingenjör 1961, blev fabrikschef för Rauma-Repola Oy:s Mäntyluotofabriker 1976 och koncernchef 1987. Vid fusionen med Yhtyneet Paperitehtaat Oy 1991 blev han koncernchef för den nya koncernen Repola Oy, en post han innehade till 1995.  År 1996 fusionerades Repola och Kymmene Ab till UPM-Kymmene Oyj, vars styrelseordförande han var 1998–2001. Han var styrelseordförande för Rauma Oy:s (nuvarande Metso Oyj) 1991–1997. Han var även styrelseordförande i bland annat försäkringsbolaget Pohjola och styrelsemedlem i flera börs- och andra bolag. Han är teknologie hedersdoktor och innehavare av bergsråds titel. 

## Utmärkelser
- Riddartecknet av I klass av Finlands Vita Ros’ orden,  6 december 1985[2]
- Kommendörstecknet av I klass av Finlands Vita Ros’ orden,  6 december 1998[2]

[Redigera Wikidata]